# シンセレホ
シンセレホ (スペイン語：Sincelejo)(スペイン語発音: [sinseˈlexo]) は、コロンビアのカリブ海地域のスクレ県の県都。2016年の人口は26万1187人。カリブ海のモロスキヨ湾まで30km、カルタヘナまで125km、バランキージャまで200km離れている。

## 人口
- 1985年10月15日：12万2484人
- 1993年10月24日：16万8410人
- 2005年6月30日：21万9639人
- 2010年6月30日：23万8500人
- 2016年6月30日：26万1187人

## 歴史
1535年10月4日、アッシジのフランチェスコの聖人暦の日に、ゼヌ人の集落を破壊して「San Francisco de Asís de Sincelejo」として建設された。
1610年～1640年の間は、Alonso Padillaのエンコミエンダに含まれた。
1775年11月21日、スペインの船長兼技士のAntonio de la Torre y Mirandaが再建した。
1812年、シンセレホは革命僧侶の避難所になった。
1887年までに、カルタヘナ県の先進都市の1つになった。
1908年、新設されたシンセレホ県の県都になった。
1910年、シンセレホ県は廃止され、再びカルタヘナ県に編入された。
1912年、火災によって中心部が壊滅したが、再建された。
1966年、スクレ県が新設され、シンセレホは県都になった。
1980年1月20日、Fiestas del dulce nombre de Jesús開催中のコラレハス競技場が崩壊し、222人が死亡した。

## 地理・気候
標高50～260mの山岳地帯である。気候は暖かく乾燥していて、年間平均降水量は500～1200mmである。北の麓から南の高原に向かって下っており、斜度は7～50%である。
| シンセレホの気候       | シンセレホの気候 | シンセレホの気候 | シンセレホの気候 | シンセレホの気候 | シンセレホの気候 | シンセレホの気候 | シンセレホの気候 | シンセレホの気候 | シンセレホの気候 | シンセレホの気候 | シンセレホの気候 | シンセレホの気候 | シンセレホの気候 |
| 月                     | 1月              | 2月              | 3月              | 4月              | 5月              | 6月              | 7月              | 8月              | 9月              | 10月             | 11月             | 12月             | 年               |
| ---------------------- | ---------------- | ---------------- | ---------------- | ---------------- | ---------------- | ---------------- | ---------------- | ---------------- | ---------------- | ---------------- | ---------------- | ---------------- | ---------------- |
| 平均最高気温 °C （°F） | 38 (100)         | 38.4 (101.1)     | 38 (100)         | 38.6 (101.5)     | 37 (99)          | 36.2 (97.2)      | 37.2 (99)        | 36.4 (97.5)      | 35.8 (96.4)      | 35.6 (96.1)      | 35.4 (95.7)      | 36.0 (96.8)      | 36.88 (98.36)    |
| 平均最低気温 °C （°F） | 18 (64)          | 18 (64)          | 19.4 (66.9)      | 18 (64)          | 18 (64)          | 17.8 (64)        | 18 (64)          | 18.4 (65.1)      | 18.2 (64.8)      | 18 (64)          | 19 (66)          | 18.3 (64.9)      | 18.26 (64.64)    |
| 降水量 mm （inch）     | 15.9 (0.626)     | 24.3 (0.957)     | 36.3 (1.429)     | 91.7 (3.61)      | 141.7 (5.579)    | 133.5 (5.256)    | 133.4 (5.252)    | 146.8 (5.78)     | 142.6 (5.614)    | 126.7 (4.988)    | 88.1 (3.469)     | 35.1 (1.382)     | 1,116.1 (43.941) |
| 出典：Ideam            |                  |                  |                  |                  |                  |                  |                  |                  |                  |                  |                  |                  |                  |

## 統計
- 住居形態
  - 戸建：83.7%
  - 集合住宅：12.1%
- 電力普及率：98.1%
- 下水道普及率：83.7%
- 上水道普及率：79.7%
- 天然ガス普及率：79%
- 電話普及率：50%

- 女性割合：51.7%
- 識字率：87.5%

- メスティーソ：76.1%
- 先住民：14.5%
- アフリカ系コロンビア人：9.4%[4]

## 経済

### 農業
- 牧畜
- キャッサバ
- 大豆
- バナナ
- ヤム

### 特産品
両方先住民が作る。
- ソンブレロ・ブエルティアオ（英語版）：国の象徴の1つ。
- ハンモック

### 主要企業
- ポストボン（英語版）：国内最大の飲料会社。1904年～。

## 文化

### 音楽
- ファンダンゴ：サンバに似た音楽。
- ポッロ（英語版）：国内のカリブ海地域で盛んなクンビアの一種。

### 料理
- モテ・デ・ケソ：チーズの付いたスープ。

### 宗教
- シンセレホ大司教区（英語版）

### 催事
- Fiestas del dulce nombre de Jesús (甘美な名前、イエスの宴)：1月20日に開催。1980年には会場が崩壊し、222人が死亡した。
- Encuentro Nacional de Bandas (全国バンド大会)：1984年～。
- Festival Sabanero del Accordeón (サバンナ・アコーディオン祭り)：パセオ、メレンゲ)、クンビア、ポッロの4種目が有る。1974年～[5]。

## 観光地

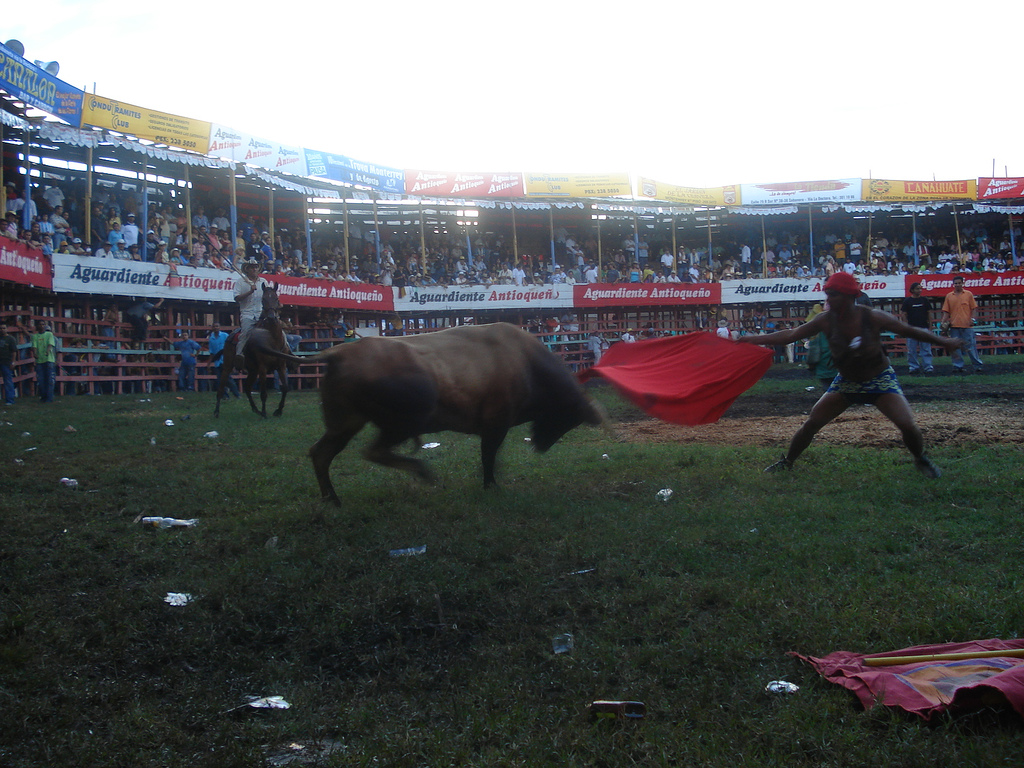
シンセレホのコラレハ

- サンタンデル公園と聖アッシジ大聖堂
- シンセレホ市民劇場
- ビバ・シンセレホ・ショッピング・センター
- マハガル広場

## メディア

### 地域新聞
- El Meridiano de Sucre
- El Universal Sincelejo

## 交通
- ラス・ブルハス空港（英語版）